# Kelly Reichardt
Kelly Reichardt, född 1964, är en amerikansk filmregissör.
Hennes indiefilmer har en okonventionell, långsam och minimalistisk stil som gör ett säreget intryck.

## Filmografi
- 1994 – River of Grass
- 2006 – Old Joy
- 2008 – Wendy and Lucy
- 2010 – Meek's Cutoff
- 2013 – Night Moves
- 2016 – Certain Women
- 2019 – First Cow
- 2022 – Showing Up
- 2025 – The Mastermind